# Георги Хаджииванов (архитект)
Георги Хаджииванов е български архитект.
Един от архитектите за Паметника на Съветската армия, като оформя пространството около паметника. Също така проектира Дом на българите в чужбина. Заедно с арх. Илия Дамянов проектират в Ловеч пазарният комплекс и хотел „Орбита – адаптация на старата архитектура към съвременни потребности и функции.
Работи като един от ръководителите на СОФПРОЕКТ.